# Dare il cinque

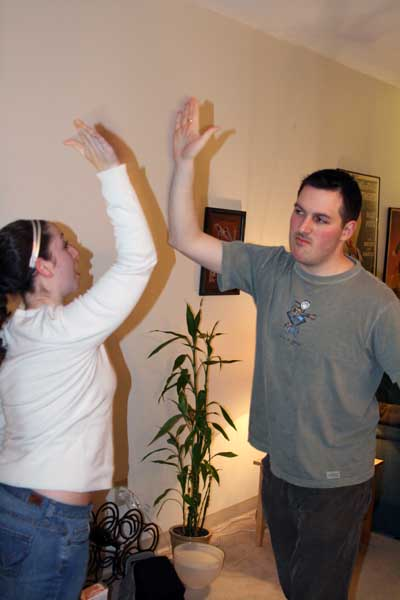
Un ragazzo e una ragazza che stanno per darsi il cinque

Dare il cinque, battere il cinque, o batti cinque è un gesto compiuto da due persone, ognuna delle quali alza la propria mano contemporaneamente e colpisce il palmo dell'altra persona producendo un rumore secco. Cinque è riferito alle dita della mano.
Tale gesto viene solitamente usato per comunicare soddisfazione o per congratularsi con altre persone.

## Origine e diffusione
Si tratta di un tipo di gestualità tipicamente statunitense, della cui origine in patria sono state formulate diverse teorie.
Il gesto è attribuito principalmente al giocatore di baseball Glenn Burke dei Los Angeles Dodgers, il 2 ottobre 1977, durante una partita contro gli Houston Astros, ebbe l'idea quando il compagno di squadra Dustin Baker, dopo aver fatto un fuoricampo ed aver girato le basi, per poi avviarsi in panchina, lo incrociò. Glenn Burke alzò il braccio destro, con il palmo della mano rivolto verso di lui e gli diede il cinque.
Dustin Baker raccontò in merito:
Da quel momento i Los Angeles Dodgers lo adottarono come segno distintivo per complimentarsi tra loro in quel modo. L'anno successivo il club mise nella copertina del suo almanacco attribuendogli il nome di high five. In seguito i Dodgers cominciarono a promuoversi gadget con la scritta High Five sotto un logo di due mani aperte che si univano. In un poster promozionale scrissero:
In Italia, cominciò a diffondersi negli anni ottanta, forse attraverso le trasmissioni delle partite di pallacanestro NBA che ebbero una certa popolarità tra i più giovani. A diffondere ulteriormente l'espressione "dammi il cinque" fu Jovanotti, con uno dei suoi primi successi, Gimme Five.

## Varianti
Esistono diverse varianti del gesto standard. Una delle varianti più famose è chiamata "windmill": inizia come il gesto normale ma una volta che le mani si sono incontrate in cima, le due persone continuano a far girare le braccia in modo che le mani si incontrino di nuovo in un "cinque basso".
Questo metodo viene più volte usato nel film Top Gun.
Talvolta vengono dati nomi particolari al gesto per aumentarne l'unicità. Nella serie TV Scrubs Todd dà continuamente dei nomi diversi a questo gesto.